# Etanoilbromid
Etanoilbromid je brezbarvna tekočina, ki se na zraku obarva rumeno. Hlapi so težji od zraka. Pri normalni temperaturi na zraku razvija kadeče hlape.
Je jedka tekočina. Plamenišče je večje od 71 stopinj Celzija. Pri segrevanju do razkroja se sproščajo močno jedki in strupeni hlapi karbonilbromida in broma. Acetilbromid silovito reagira v stiku z vlago, paro ali vodo. Pri tem se sprošča toplota in nastajajo jedki hlapi vodikovega bromida. Enako reagira z alkoholom. Ob navzočnosti vlage močno najeda kovine.

## Fizikalne in kemijske lastnosti
- vrelišče: 81 stopinj Celzija
- parni tlak v mb: 133 pri 20 stopinj Celzija
- tališče: -96,5 stopinj Celzija
- relativna gostota hlapov (zrak = 1): 4,2
- specifična teža (voda = 1): 1,52
- sposobnost mešanja z vodo: silovito reagira

## Ukrepi za prvo pomoč
Vdihovanje
Ponesrečenca prenesemo na svež zrak. Pri zastoju dihanja mu dajemo do prihoda zdravnika umetno dihanje (kisik).
Stik s kožo in očmi
Kontaminirane dele obleke takoj odstranimo, prizadete dele telesa pa temeljito speremo z vodo. Pri poškodbah oči moramo oko 10-15 minut spirati z vodo. Očesno veko s palcem in kazalcem odpremo, hkrati pa je treba oko premikati v vse smeri. Ne smemo pustiti, da se ponesrečenec ohladi. Takoj moramo poklicati zdravniško pomoč. Pri nevarnosti nezavesti - položaj in transport v stabilni bočni legi.

## Ukrepi ob požaru
Primerna sredstva za gašenje
Za gašenje majhnih in velikih požarov uporabljamo aparate na prah ali ogljikov dioksid. Vode in pene ne smemo uporabljati zaradi nevarnosti silovite reakcije. Posodo hladimo z razpršenim vodnim curkom in jih po možnosti odstranimo iz nevarnega območja. Nevarnost spontane reakcije, če voda pride v posodo.

## Ukrepi ob nezgodnih izpustih
Previdnostni ukrepi, ki se nanašajo na ljudi
Zagotovimo umik oseb, ki niso udeležene pri reševanju, proti vetru ali prečno na smer vetra. Obvestimo policijo in gasilce. Takoj uporabimo izolacijski aparat za zaščito dihalnih organov in zaščitno obleko.  Nevarno območje zapremo. Opozorimo prebivalce stanovanjskega in industrijskega območja. Če pride snov v tekočo vodo, opozorimo uporabnike pitne, hladilne in industrijske vode.
Ekološki zaščitni ukrepi
V primeru dežja ali vlažnega vremena nevarno območje evakuiramo. Pokličemo strokovnjake. Razlito tekočino obdamo z nasipom in snov prečrpamo. Vse globoko ležeče prostore zatesnimo. Ostanke posesamo z mletim apnencem in hkrati nevtraliziramo.

## Ravnanje z nevarno snovjo/pripravkom in skladiščenje
Ravnanje
Preprečimo stik z vodo in alkoholi. Pri pretakanju preprečimo prosti pad in brizganje. Razlito tekočino prekrijemo z mletim apnencem in predamo na določeno mesto.
Skladiščenje
Dobro prezračevanje, izsesavanje iz spodnjih delov prostora. Tla morajo biti iz materiala, ki ga agresivna snov ne uničuje. Predvidimo možnost za izpiranje tal. Zagotovimo gasilna sredstva, steklenice z vodo za izpiranje oči in pri ravnanju z večjimi količinami snovi vodne prhe. Uporabljamo zaprte in ozemljene aparate. Hlape učinkovito izsesavamo na mestih izvora.  Posode hranimo tesno zaprte v hladnem in dobro prezračenem prostoru.

## Nadzor nad izpostavljenostjo/varnost in zdravje pri delu
Prepovedano je jesti, piti in hraniti živež v delovnih prostorih. Preprečimo stik tekočine z očmi, kožo in obleko. Obleko, prepojeno s snovjo, takoj zamenjamo. Obvezno moramo ustrezno zaščititi kožo. Po delu si umijemo obraz in roke z milom in vodo. Uporabljamo kislinsko obstojno zaščitno obleko,  varovalne rokavice, tesno prilegajoča se zaščitna očala in po potrebi zaščitno masko s filtrom B (siva barva) ali izolacijski aparat.

## Toksikološki podatki
Snov je nevarna za vode. Zaradi razkroja je strupena za vodne organieem. Smrtni odmerek za zlate ribice je 20 mg/l, za male rake (Daphnia) 10 mg/l.